# Каинары (станция)
Каинары, ж/д станция (рум. Căinari, stație de cale ferată) — село и железнодорожная станция в Каушанском районе Молдовы. Входит в состав города Каинары.

## География
Село расположено на высоте 35 метров над уровнем моря.

## Население
По данным переписи населения 2004 года, в селе Каинары станция проживает 326 человек (153 мужчины, 173 женщины).
Этнический состав села:
| Национальность | Число жителей | Процентный состав |
| -------------- | ------------- | ----------------- |
| молдаване      | 246           | 75,46             |
| украинцы       | 39            | 11,96             |
| русские        | 30            | 9,2               |
| болгары        | 7             | 2,15              |
| гагаузы        | 2             | 0,61              |
| прочие         | 2             | 0,61              |
| Всего          | 326           | 100 %             |